# Matthias Bloechle
Matthias Bloechle (* 1962 in Heidelberg) ist Facharzt für Frauenheilkunde und Geburtshilfe sowie Reproduktionsmedizin. Der Mediziner ist zudem in der Standespolitik aktiv. 

## Beruflicher Werdegang
Bloechle studierte Medizin an der Universität Marburg und an der Humboldt-Universität zu Berlin, wo er 1993 mit einer Arbeit über das Thema „Die Vaginosonographie der Zervix uteri“ promovierte. An der Charité - Universitätsmedizin Berlin absolvierte er seine Facharztweiterbildung in Frauenheilkunde und Geburtshilfe und arbeitete dort mehrere Jahre in der Abteilung für Reproduktionsmedizin und Endokrinologie.
Seit 1999 praktiziert Bloechle in einer gemeinsam mit seiner Frau gegründeten Kinderwunschpraxis in Berlin. In den Jahren 2005 und 2006 führte Bloechle erstmals in Deutschland bei drei Paaren eine Präimplantationsdiagnostik (PID) durch und übertrug nur die Embryonen in den Uterus, die keine genetischen Risikofaktoren für schwere Erbkrankheiten aufwiesen. Dem Verfahren hatten die Paare zugestimmt, weil bei ihnen erhebliche genetische Vorbelastungen vorlagen. Die PID galt in dieser Zeit in Deutschland als verboten, obwohl das im Embryonenschutzgesetz von 1990 so nicht explizit formuliert war.
Bloechle zeigte sich im Jahr 2006 selbst an, um eine rechtliche Klärung über die Zulässigkeit der PID herbeizuführen. Er riskierte damit drei Jahre Haft. Das daraufhin eingeleitete Ermittlungsverfahren wurde aber wegen eines „unvermeidbaren Verbotsirrtums des Beschuldigten“ von der Staatsanwaltschaft eingestellt. Als Bloechle daraufhin erneut eine PID vornahm, kam es schließlich doch noch zu einer Anklage. Das Verfahren endete im Jahr 2010 mit einem Freispruch für Bloechle durch den Bundesgerichtshof, was ein großes Medienecho hervorrief. Im Jahr 2011 wurden die gesetzlichen Grundlagen für die Präimplantationsdiagnostik geändert. Sie ist seitdem in Deutschland, wenn auch eingeschränkt, erlaubt.

## Berufspolitische Tätigkeit
Seit 2007 ist Bloechle Mitglied der Delegiertenversammlung der Ärztekammer Berlin, seit April 2017 Mitglied des Vorstandes. Von 2015 bis 2019 war er Vorsitzender des Landesverbands Berlin des Berufsverbands der Frauenärzte. Am 16. September 2020 wurde Bloechle zum Vizepräsidenten der Ärztekammer Berlin gewählt. Nach dem Rücktritt von Günther Jonitz war er übergangsweise vom 1. Februar 2021 bis zur Nachwahl von Peter Bobbert am 17. Februar 2021 amtierender Präsident der Ärztekammer Berlin. Am 24. Januar 2024 wurde Bloechle als Vizepräsident wiedergewählt.
Bloechle gehört der Liste ALLIANZ BERLINER ÄRZTINNEN UND ÄRZTE – MEDI Berlin – Virchowbund an. Er setzt sich unter anderem für bessere Arbeitsbedingungen für Medizinische Fachangestellte und die Stärkung des ambulanten Sektors ein.

## Privates
Bloechle ist das älteste von vier Kindern und stammt aus einem Pfarrershaushalt. Er ist Vater von fünf Kindern und lebt mit seiner Familie in Berlin. Er ist Mitglied der FDP.

## Publikationen
- Vom Recht auf ein gesundes Kind, Irisiana, München 2011, ISBN 9783424151206.